# 美洲葡萄
美洲葡萄（学名：Vitis labrusca）为葡萄科葡萄屬下的一个种。

## 扩展阅读
- 維基物種上的相關：美洲葡萄